# Oupa Manyisa
Oupa Matthews Manyisa (* 30. Juli 1988 in Mohlakeng, Randfontein) ist ein südafrikanischer Fußballspieler.

## Karriere
Oupa stand während seiner Jugendkarriere bei mehreren Vereinen unter Vertrag. Der 1,63 Meter große Mittelfeldspieler stand nach Abschluss seiner Jugendkarriere unterschrieb er einen Vertrag beim Verein Orlando Pirates. Er beeindruckte sofort die dortigen Trainer mit seinem Können. Er war mit Andile Jali einen der besten Mittelfeldspieler. In der Saison gewann der Verein den Premier Soccer League, zum ersten Mal seit der Saison 2002/03. In der Saison 2013 nahm er an 51 von 53 Ligaspielen teil, kein anderer Spieler nahm öfters als er an Ligaspielen teil. Seit 2011 ist er in der Südafrikanischen Fußballnationalmannschaft und nahm an mindestens 31 Länderspielen teil.

## Titel und Ehrungen
Orlando Pirates
- Premier Soccer League (2010/11 und 2011/12)
- MTN 8 (2010)
- CAF Champions League 2013